# Stará Turá
Stará Turá es un municipio del distrito de Nové Mesto nad Váhom en la región de Trenčín, Eslovaquia, con una población estimada a final del año 2024 de 8259 habitantes.
Se encuentra ubicado al oeste de la región, cerca del río Váh (cuenca hidrográfica del Danubio) y de la frontera con la región de Trnava y la República Checa.

## Demografía
| Año        | 1994   | 2004    | 2014    | 2024    |
| ---------- | ------ | ------- | ------- | ------- |
| Población  | 10 692 | 10 073  | 9172    | 8259    |
| Diferencia |        | −5,78 % | −8,94 % | −9,95 % |

| Año        | 2023 | 2024    |
| ---------- | ---- | ------- |
| Población  | 8379 | 8259    |
| Diferencia |      | −1,43 % |